# Catedral de Santa Maria de Sakızağaç (Istanbul)
La Catedral de Santa Maria de Sakızağaç o simplement Catedral catòlica armènia d'Istanbul (turc: Sakızağaç Kutsal Meryem Ana Katedralı) és el nom que rep la catedral de Església Catòlica Armènia, una Església Catòlica Oriental que segueix el ritu armeni i es troba en plena comunió amb el Papa de Roma, que està ubicada a la ciutat d'Istanbul, essent la més gran de Turquia.
No s'ha de confondre amb les altres dues catedrals catòliques en aquesta mateixa localitat, la Catedral de l'Esperit Sant que segueix el ritu llatí i la Catedral de la Santíssima Trinitat de ritu bizantí.
Es tracta del temple principal de l'arxieparquia armènia de Constantinoble (Archieparchia constantinopolitana Armenorum) que va ser creada el 1830 mitjançant la butlla Quod jamdiu del papa Pius VIII.

## Referències

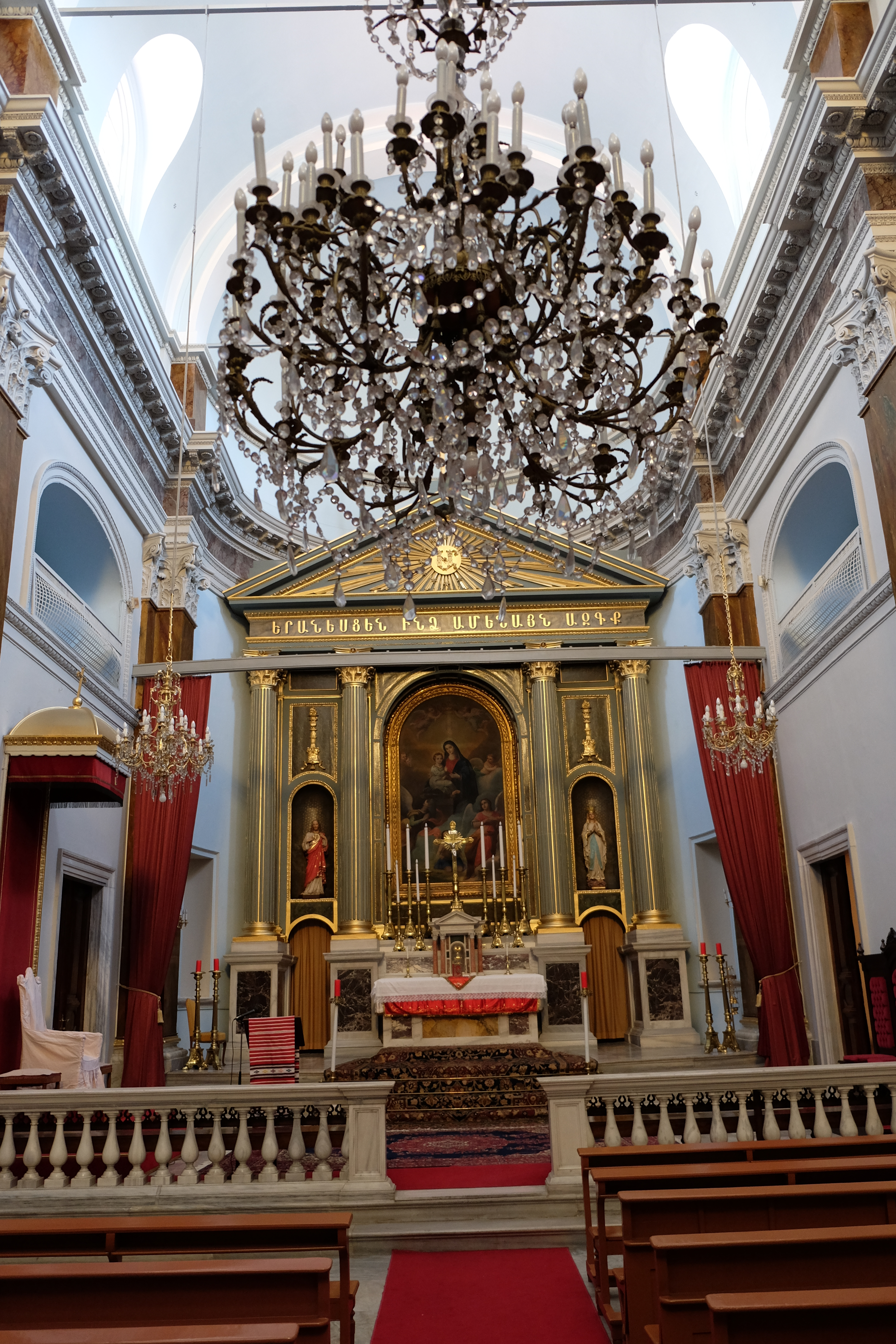
Interior de la catedral